# Вытинанки

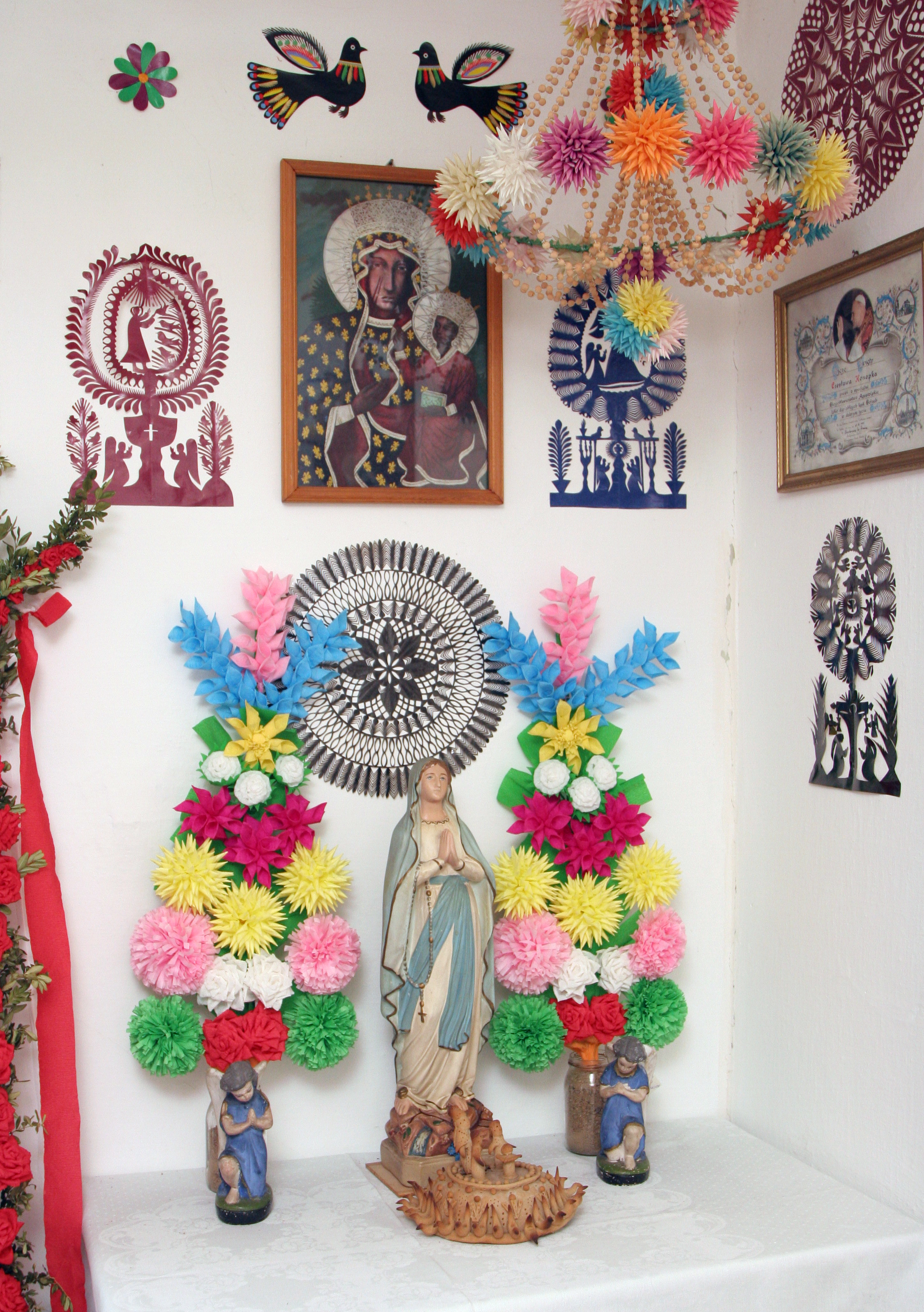
Вырезки из Польши

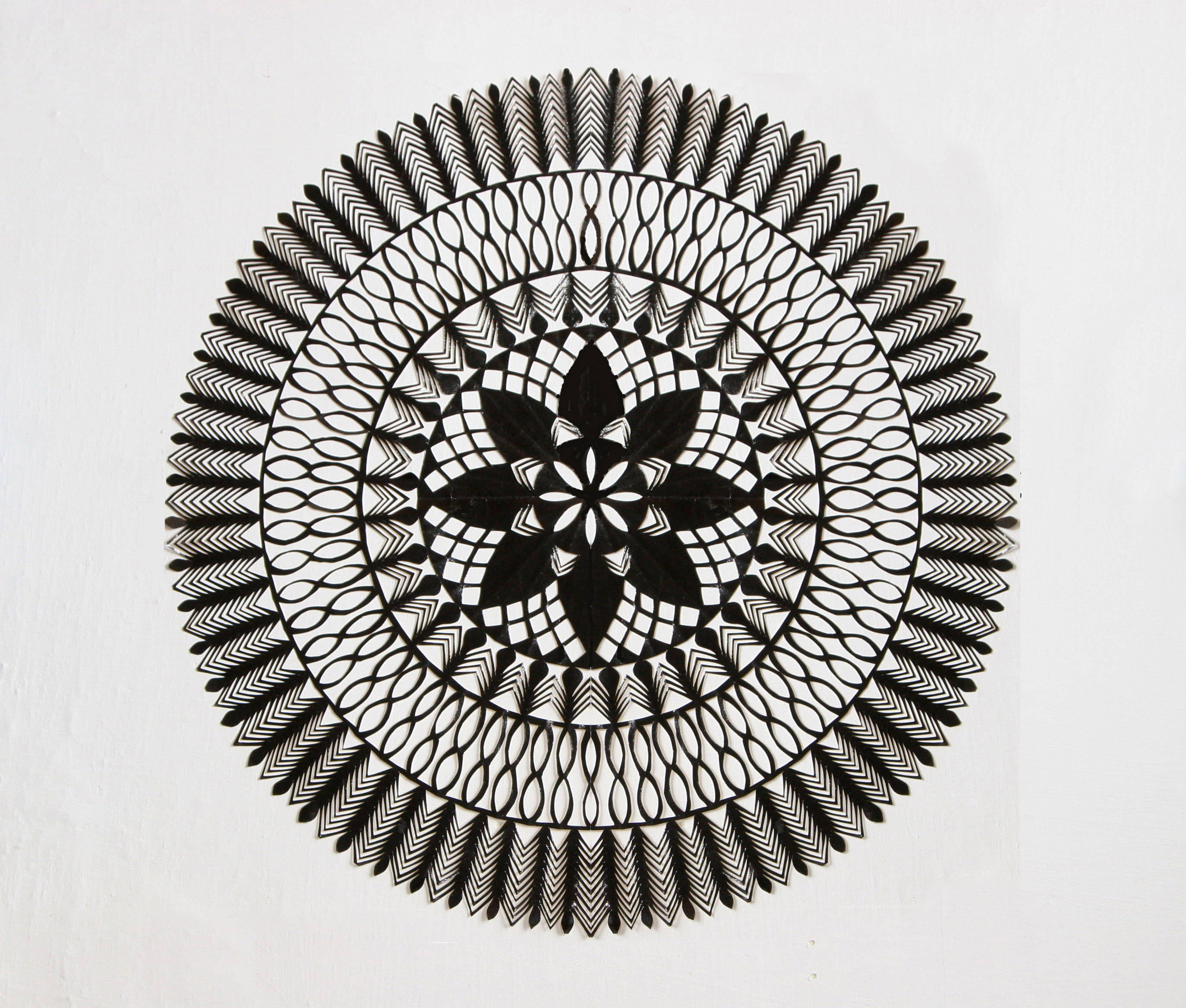

Вырезки (бел. выцінанка, укр. витинанка) — резные узоры из бумаги, вид славянского народного декоративного искусства. Включает сюжетные и орнаментальные украшения жилья — ажурные, силуэтные и тому подобное. Изготавливаются при помощи ножниц (маленьких и, например, очень больших — для стрижки меха овец), специальных мелких приспособлений мастеров, передающихся из поколения в поколение, а также ножом, топориками, другими орудиями. Материалом служит бумага (белая или цветная), тонкий картон. Вырезки используют для украшения помещений — стен, окон (например, в качестве занавески на форточках сельских домов), а также полок, дымоходов, печей. Применяют как в быту, так и для подготовки религиозных или светских праздников.
4 декабря 2024 года ЮНЕСКО сообщило о включении в список нематериального культурного наследия белорусской вытинанки.

## Классификация
По технологическим и художественным особенностям бумажные вырезки делятся на:
- ажурные — изготавливаются из одного листа бумаги, изображение помещается в проемах;
- силуэтные — изображение выступает силуэтом;
- одинарные — изготавливаются из одного листа бумаги;
- сложные — аппликационные из нескольких листов бумаги, поэтому почти всегда многоцветные. По технике изготовления и способу подачи изображения сложные вышивки делятся на составные (крупномасштабной произведения, изображения которых образованы из отдельных элементов, составленных рядом друг с другом, гармонично сочетающихся между собой в единое целое) и накладные (наложенные друг на друга «горкой»).

По форме могут быть разнообразны и напоминать круги, ромбы, квадраты, овалы, полоски, а также образовывать сложные сюжетные композиции.
Вырезки бывают следующих групп:
- фигурки — силуэтные вышивки, бывают нескольких композиционных типов — птички, всадники, куклы и др.;
- розетки — ажурные вырезки, состоящие из розеток, звезд, ромбов, квадратов (все одинарные) и накладных «божьих коровок»;
- дерева — сюжетно-декоративные вырезки, создаются относительно вертикальной оси: дерево, дерево с птицами, ветвь, букет, ваза и т. п. .;
- ленты — с односторонней или двусторонней композицией орнамента;
- обои — вырезки, которые состоят из следующих типов композиционной структуры: центральная, рядовая, сетчатая, свободное заполнение;
- занавески — род бумажных украшений, как усложненный вариант одинарных ленточных витинанок;
- игрушки — вырезки с ярко выраженным декоративным и тематическим характером;
- выставочные вырезки — тематические произведения, приспособленные для экспонирования на выставках и отделки полиграфической продукции.